# Île Sarandí
L'île Sarandí est une île fluviale de la province de Buenos Aires (Argentine). D'une superficie de 50 hectares, elle est entièrement occupée par le Club Náutico San Isidro.

## Géographie
L'île Sarandí est l'une des innombrables îles qui constituent le delta du Paraná. Elle est située à l'est de l'embouchure du Luján dans le río de la Plata et n'est séparée du rivage que par un étroit bras de la rivière. Elle appartient administrativement à la ville de San Isidro.

## Occupation
L'île est entièrement occupée par le Club Náutico San Isidro, l'un des nombreux clubs nautiques de cette zone du Grand Buenos Aires. On y trouve non seulement des ports de plaisance, mais aussi des terrains de tennis, un golf de 18 trous, plusieurs piscines et des bâtiments pour les membres du club.